# Crisina
Crisina is een geslacht van mosdiertjes uit de familie van de Crisinidae en de orde Cyclostomatida. De wetenschappelijke naam ervan werd in 1853 voor het eerst geldig gepubliceerd door Alcide d'Orbigny.

## Soort
- Crisina canariensis (d'Orbigny, 1853)
- Crisina crassipes Jullien, 1882
- Crisina parvula Brood, 1976

Niet geaccepteerde soorten:
- Crisina radians Lamarck, 1816 → Mesonea radians (Lamarck, 1816)
- Crisina watersi Borg, 1941 → Mesonea watersi (Borg, 1941)